# Orel volavý
Orel volavý (Clanga clanga, do roku 2014 Aquila clanga) je středně velký orel z čeledi jestřábovitých, který je rozšířený především v Asii a východní Evropě. Živí se menšími savci, plazy, žábami a ptáky. IUCN ho vede jako zranitelný druh

## Popis

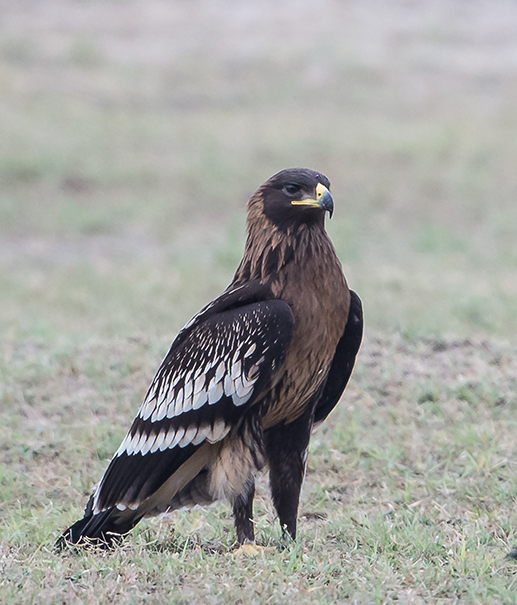
Nedospělý jedinec

Je to středně velký, kompaktní druh orla. Jeho základní barva je tmavohnědá, dospělí jedinci jsou velmi tmaví, z dálky se jeví téměř černí. Mladí jedinci mají bílé konce letek. Velmi se podobá orlu křiklavému, se kterým bývá často zaměňován, ale je poněkud větší, tmavší a má mohutnější zobák. Může být zaměněn i s orlem stepním, který je však celkově mohutnější, má oválné nozdry a delší žlutý pruh zobáku (orel volavý má kulaté nozdry). Orel volavý má na orla relativně malou hlavu. Rozpětí jeho křídel je mezi 153 a 185 cm. Samice váží od 2150 do 3200 g a samec 1600 až 2000 g. Výška těla se pohybuje od 59 do 75 cm.

## Výskyt, populace
Orel volavý žije v nížinatých lesnatých oblastech, často blízko vodních zdrojů. 
Oblast hnízdění orla volavého se táhne v pásu od východní a severovýchodní Evropy až po východní Asii. Přeletové zóny a zimoviště mohou být v jižní, jihovýchodní a západní Asii, v severní a východní Africe a výjimečně i ve střední Evropě.
Celková populace je odhadována na 5000–13 200 jedinců. Z toho žije 25–49 % v Evropě. Jedná se o velmi přibližná čísla, která je nutno dále zpřesnit.
V ČR se orel volavý vyskytuje extrémně vzácně, jedná se o náhodné nepravidelné zálety jedinců.

## Rozmnožování

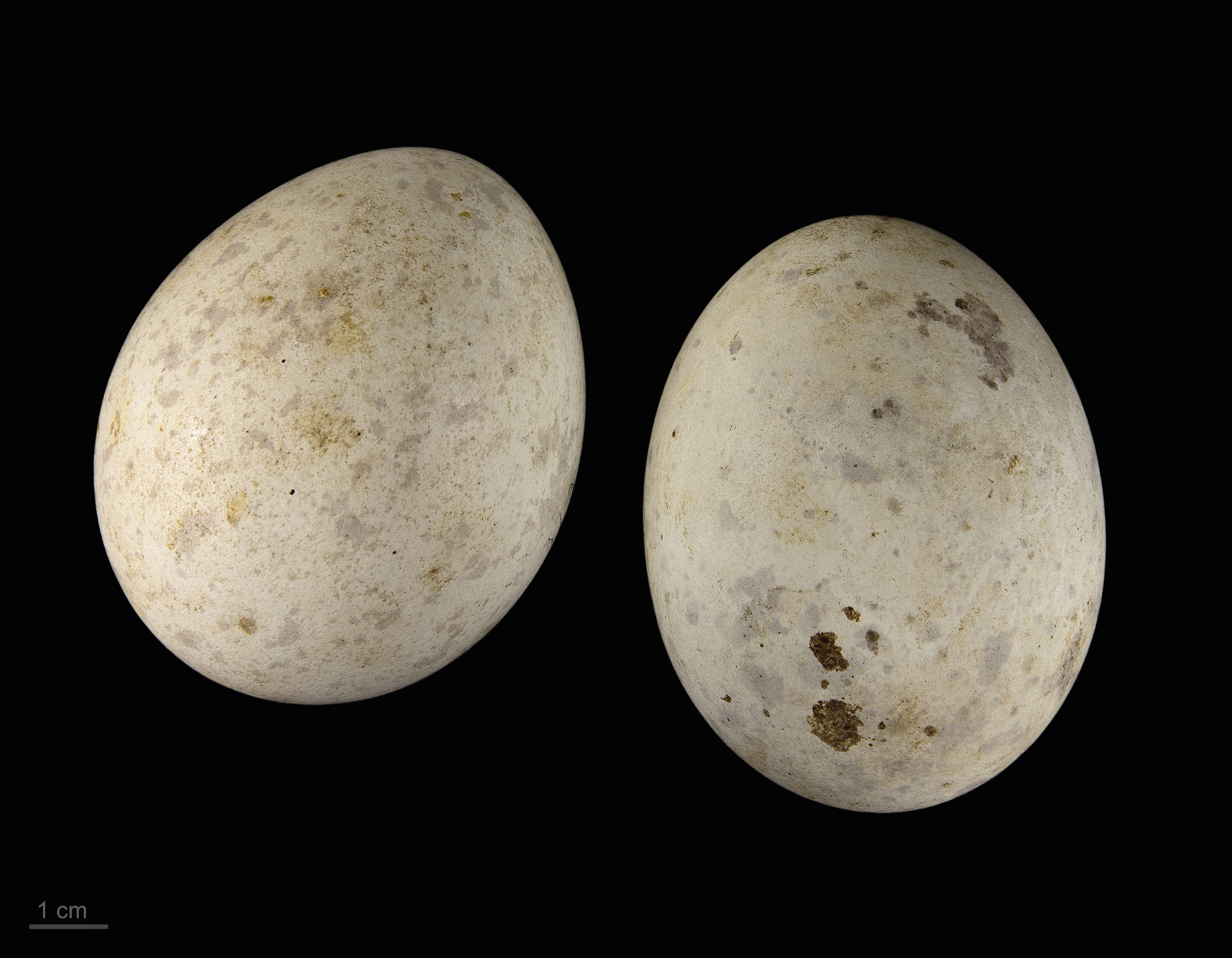
Clanga clanga

Hnízdí na různých druzích stromů, výjimečně i na skalách nebo na zemi. Celkově je o jeho životě známo poměrně málo. Samice snáší v polovině května 1–3 vejce, na nichž sedí 42–44 dní. Mláďata se líhnou koncem června, oba rodiče se pak o ně na hnízdě starají až do konce srpna. O vzletná mláďata rodiče dále pečují 20–30 dní. Orel volavý se může křížit s orlem křiklavým, smíšené páry jsou poměrně běžné, počet hybridních jedinců může na některých místech dosáhnout více než 50 % (např. Bělorusko) celkové populace orlů volavých. Kříženci jsou dále plodní.

## Potrava

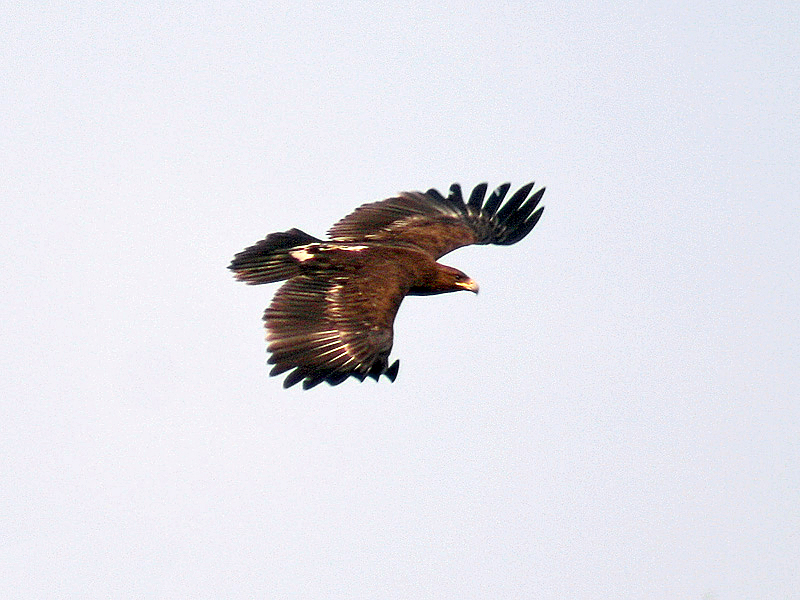
Nedospělý jedinec orla volavého v letu

Kořist je velmi různorodá. Jedná se většinou o drobné savce, především hryzce, dále žáby, plazy, ptáky. Rád loví v koloniích hnízdních ptáků. Občas se přiživuje na mršinách. Krade kořist i jiným dravcům, především luňákovi hnědému.

## Ohrožení, ochrana

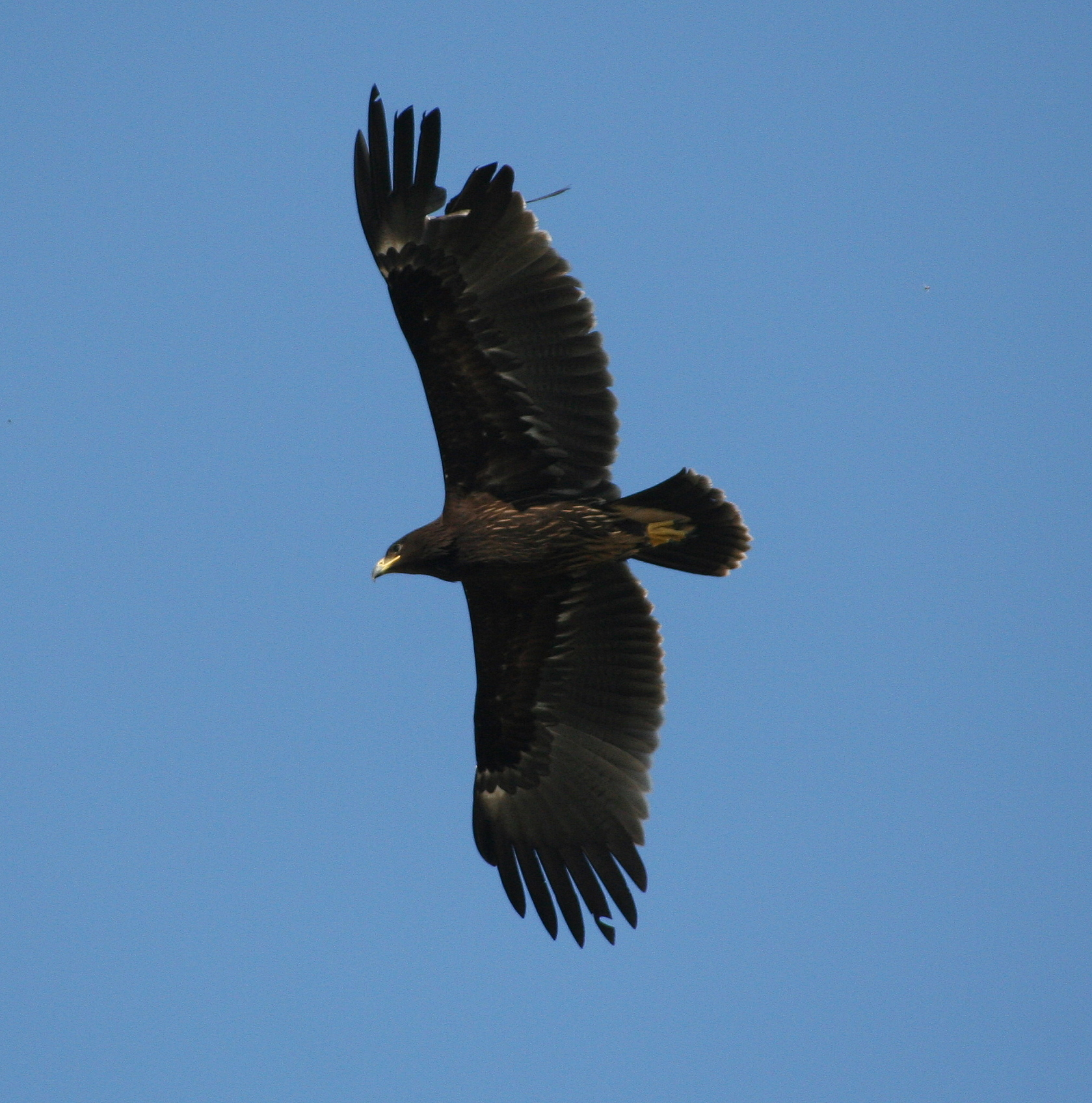
Nedospělý jedinec orla volavého se pozná podle bílých konců letkového peří

Hlavní hrozbou pro čistotu druhu je křížení s orlem křiklavým, které místy dosahuje značného podílu na populaci. Zároveň to ale pomáhá celkovému růstu populace, neboť populace orla křiklavého je větší. Neví se přesně jak dlouho a v jakém rozsahu tato hybridizace funguje. Dalšími problémy jsou ničení životního prostředí, vyrušování, pytláctví, travičství a úmrtí v důsledku kontaktu s elektrickým vedením. Ptáci nesnesou dlouhodobý těsnější kontakt s lidmi a jejich hlučnými aktivitami.